# Canton de Soissons
Le canton de Soissons est une ancienne division administrative française située dans le département de l'Aisne et la région Picardie.

## Histoire

### Révolution française

Carte du canton de Soissons en 1790.

Le canton de Soissons est né sous la Révolution française le 18 février 1790.
Le canton a compté dix-sept communes avec Soissons pour chef-lieu au moment de sa création : Belleu, Breuil, Chavigny, Courmelles, Crouy, Cuffies, Juvigny, Leury, Mercin-et-Vaux, Osly-Courtil, Pasly, Pommiers, Soissons, Vauxbuin, Vaurezis, et Villeneuve-Saint-Germain. Il est une subdivision du district de Soissons qui disparait le 5 Fructidor An III (22 août 1795).
Lors de la création des arrondissements par la loi du 28 pluviôse an VIII (17 février 1800), le canton de Soissons est rattaché à l'arrondissement de Soissons.

### 1801-1973
L'arrêté du 3 vendémiaire an X (25 septembre 1801) entraîne un redécoupage du canton de Soissons qui est conservé. Deux communes du canton d'Acy (Billy-sur-Aisne et Venizel) et quatre commune du canton de Septmont (Berzy-le-Sec, Noyant-et-Aconin, Ploisy et Septmonts) rejoignent le canton tandis que les communes de Breuil et d'Osly-Courtil sont rattachées au canton de Vic-sur-Aisne. La composition communale est de 20 communes à la suite de cette recomposition.
Par décret du 4 octobre 1950, la commune de Missy-aux-Bois est détachée du canton de Vic-sur-Aisne pour être rattachée à celui de Soissons,. Le canton comporte alors 21 communes.

### Redécoupage de 1973
Le canton de Soissons est supprimé par décret du 23 juillet 1973 et son territoire est scindée en 2 cantons, celui de Soissons-Nord et celui de Soissons-Sud. Ces deux nouveaux cantons disposent d'une fraction cantonale de la commune de Soissons. Chavigny, Crouy, Cuffies, Juvigny, Leury, Pasly, Pommiers, Vaurezis, Venizel et Villeneuve-Saint-Germain sont rattachées au canton de Soissons-Nord tandis que Belleu, Berzy-le-Sec, Billy-sur-Aisne, Courmelles, Mercin-et-Vaux, Missy-aux-Bois, Noyant-et-Aconin, Ploisy, Septmonts et Vauxbuin intègrent le canton de Soissons-Sud. La canton de Soissons, a porté le code canton 0231, repris par le canton de Soissons-Nord après la division du canton en 1973,. Il faisait 133,37 km2.

## Représentation

### Conseillers généraux de 1833 à 1973
| Période | Période      | Identité                              | Étiquette             | Qualité |
| ------- | ------------ | ------------------------------------- | --------------------- | --- |
| 1833    | 1852         | Théodore Martin Quinette de Rochemont | Opposition dynastique | Député (1835-1849) Maire de Soissons Ministre plénipotentiaire en Belgique                                              |
| 1852    | 1870         | Paul Deviolaine                       |                       | Directeur de la verrerie de Prémontré Maire de Soissons (1853-1870)                                                     |
| 1870    | 1887 (décès) | Henry Salleron                        | Républicain           | Propriétaire, avoué Maire de Soissons (1870-1878 et 1882)                                                               |
| 1887    | 1889         | Jules Lecercle                        |                       | Avoué, suppléant du juge de paix de Soissons, conseiller d'arrondissement                                               |
| 1889    | 1895         | Joseph Gaillard                       | Républicain           | Juge au Tribunal de Soissons Maire de Villeneuve-Saint-Germain                                                          |
| 1895    | 1904 (décès) | Alfred Macherez                       | Républicain           | Exploitant agricole sucrier Député (1889-1893) Sénateur (1894-1904)                                                     |
| 1904    | 1920         | Victor Becker                         | Rad                   | Entrepreneur de travaux publics Maire de Soissons (1898-1914)                                                           |
| 1920    | 1940         | Fernand Marquigny                     | Rad                   | Avoué Maire de Soissons (1919-1942) Député (1924-1928)                                                                  |
|         |              |                                       |                       | |
| 1943    | 1945         | Georges Muzart (1869-1961)            | Rad                   | Géomètre Maire de Soissons (1914-1917 et 1942-1944), conseiller d'arrondissement Nommé conseiller départemental en 1943 |
|         |              |                                       |                       | |
| 1945    | 1951         | Marcel Bulart                         | SFIO                  | Chirurgien |
| 1951    | 1964         | Louis Roy                             | RPF puis UNR          | Chirurgien Maire de Soissons (1945-1965) Sénateur (1959-1966) Président du Conseil Général                              |
| 1964    | 1973         | François Duchâtel                     | CD                    | Directeur d'école, conseiller municipal de Soissons Suppléant du député André Rossi (1968-1973)                         |

### Conseillers d'arrondissement (de 1833 à 1940)
Le canton de Soissons avait deux conseillers d'arrondissement.
| Période                                  | Période          | Identité                                           | Étiquette                | Qualité |
| ---------------------------------------- | ---------------- | -------------------------------------------------- | ------------------------ | --- |
| 1833                                     | 1848             | Charles Broquart des Bussières                     | Majorité gouvernementale | Ancien officier du Génie, conseiller municipal de Soissons, député de la Marne (1834-1837, 1839-1848, 1849-1851) |
| 1833                                     | 1848             | Augustin Deviolaine (1771-1860)                    |                          | Maitre verrier, ancien maire (1830-1832), puis adjoint au maire de Soissons                                      |
|                                          |                  |                                                    |                          | |
|                                          | 1882 (décès)     | Charles Jean-Baptiste Barthélemy Périn (1819-1882) |                          | Juge au Tribunal civil de Soissons                                                                               |
|                                          | 1887 (démission) | Jules Lecercle                                     |                          | Avoué, suppléant du juge de paix de Soissons                                                                     |
|                                          |                  |                                                    |                          | |
| 1904                                     | 1919             | Lucien Debruyère (1864-1934)                       |                          | Meunier, cultivateur à Soissons, Président du Conseil d'arrondissement                                           |
| 1904                                     | 1919             | Arthur-Edmond Pestel                               |                          | Industriel mercier, maire de Crouy                                                                               |
| 1919                                     | 1940             | Georges Muzart                                     | Radical                  | Géomètre, maire de Soissons (1914-1917)                                                                          |
| 1931                                     | 1934             | M. Tassin                                          | SFIO                     | |
| 1934                                     | 1940             | Émile Bourseur (1876-1955)                         | Conc.rép.                | Capitaine retraité, adjoint au maire de Soissons                                                                 |
| 1940                                     |                  |                                                    |                          | Les conseils d'arrondissement ont été suspendus par la loi du 12 octobre 1940 et n'ont jamais été réactivés      |
| Les données manquantes sont à compléter. |                  |                                                    |                          | |

## Composition
Le canton de Soissons groupait 21 communes et compterait 49 251 habitants (selon le recensement de 2008 de la population municipale des 2 cantons de Soissons).
| Nom                      | Code Insee | Intercommunalité               | Population (dernière pop. légale) |
| ------------------------ | ---------- | ------------------------------ | --------------------------------- |
| Soissons (chef-lieu)     | 02722      | CA GrandSoissons Agglomération | 28 290 (2014)                     |
| Belleu                   | 02064      | CA GrandSoissons Agglomération | 3 820 (2014)                      |
| Berzy-le-Sec             | 02077      | CA GrandSoissons Agglomération | 401 (2014)                        |
| Billy-sur-Aisne          | 02089      | CA GrandSoissons Agglomération | 1 154 (2014)                      |
| Chavigny                 | 02175      | CA GrandSoissons Agglomération | 137 (2014)                        |
| Courmelles               | 02226      | CA GrandSoissons Agglomération | 1 786 (2014)                      |
| Crouy                    | 02243      | CA GrandSoissons Agglomération | 2 857 (2014)                      |
| Cuffies                  | 02245      | CA GrandSoissons Agglomération | 1 810 (2014)                      |
| Juvigny                  | 02398      | CA GrandSoissons Agglomération | 286 (2014)                        |
| Leury                    | 02424      | CA GrandSoissons Agglomération | 108 (2014)                        |
| Mercin-et-Vaux           | 02477      | CA GrandSoissons Agglomération | 971 (2014)                        |
| Missy-aux-Bois           | 02485      | CA GrandSoissons Agglomération | 109 (2014)                        |
| Noyant-et-Aconin         | 02564      | CA GrandSoissons Agglomération | 505 (2014)                        |
| Pasly                    | 02593      | CA GrandSoissons Agglomération | 1 004 (2014)                      |
| Ploisy                   | 02607      | CA GrandSoissons Agglomération | 80 (2014)                         |
| Pommiers                 | 02610      | CA GrandSoissons Agglomération | 603 (2014)                        |
| Septmonts                | 02706      | CA GrandSoissons Agglomération | 563 (2014)                        |
| Vauxrezis                | 02767      | CA GrandSoissons Agglomération | 333 (2014)                        |
| Vauxbuin                 | 02770      | CA GrandSoissons Agglomération | 796 (2014)                        |
| Venizel                  | 02780      | CA GrandSoissons Agglomération | 1 354 (2014)                      |
| Villeneuve-Saint-Germain | 02805      | CA GrandSoissons Agglomération | 2 512 (2014)                      |

## Démographie
| 1962   | 1968   | 1975   | 1982   | 1990   | 1999    | 2006   | 2008   |
| ------ | ------ | ------ | ------ | ------ | ------- | ------ | ------ |
| 39 010 | 45 265 | 50 941 | 52 392 | 51 371 | 50 078, | 49 159 | 49 251 |